# Заря (Вознесенский район, Николаевская область)
Заря (укр. Зоря) — село в Вознесенском районе Николаевской области Украины.
Население по переписи 2001 года составляло 15 человек. Почтовый индекс — 56534. Телефонный код — 5431. Занимает площадь 0,154 км².

## Местный совет
56535, Николаевская обл., Вознесенский р-н, с. Трикраты, пл. Независимости, 1; тел. 9-24-37.